# Akira Takarada
Akira Takarada (宝田 明 Takarada Akira?,  29 de abril de 1934-14 de marzo de 2022) fue un actor japonés, conocido por estar en uno de los papeles de la serie de Godzilla.

## Biografía
Nació en Corea japonesa y vivió un tiempo en Harbin, China. Su padre trabajó como ingeniero en el ferrocarril de South Manchuria. Después de la guerra, permaneció en Harbin, y es capaz de hablar chino mandarín e inglés.
Se mudó a Japón con su familia en 1948. Se unió a Tōhō como parte de su programa "New Face" en abril de 1953. En su debut cinematográfico, tuvo un pequeño papel en And Then the Liberty Bell Rang, una biografía del educador Fukuzawa Yukichi. Su gran oportunidad llegó cuando fue seleccionado como el buzo marino Hideto Ogata en el Godzilla original (1954). Se convirtió en un actor popular en Toho por su buena apariencia y carácter carismático y sofisticado. Continuó su asociación con la serie de Godzilla en Mothra vs. Godzilla (1964), Kaijū Daisensō (1965), y Gojira, Ebira, Mosura Nankai no Daikettō (1966). Regresó a la serie en 1992 con Godzilla vs. Mothra y apareció nuevamente en Godzilla: Final Wars (2004). Otras películas de ciencia ficción/efectos especiales de Tōhō en las que apareció incluyen Half Human (1955), The Last War (1961), King Kong Escapes (1967) y Latitude Zero (1969).
Tōhō preparó una producción musical de Lo que el viento se llevó con el compositor y letrista de Broadway, Harold Rome para su nuevo teatro Teigeki en 1970. Titulada Scarlett, Takarada originalmente estaba programada para interpretar el papel de Rhett Butler. Sin embargo, las lesiones sufridas en un accidente en el que se cayó de una excavadora durante el rodaje le impidieron participar en esta producción teatral.

## Filmografía
| Año  | Título                                       | Personaje                          | Notas           |
| ---- | -------------------------------------------- | ---------------------------------- | --------------- |
| 1954 | Godzilla                                     | Hideto Ogata                       |                 |
| 1955 | Medio humano                                 | Takeshi Iijima                     |                 |
| 1956 | Hijas románticas                             | Kubota                             |                 |
| 1957 | Ōatari Sanshoku Musume                       | narrador                           |                 |
| 1957 | Aoi Sanmyaku                                 | Tamao Memata                       |                 |
| 1957 | Un arco iris juega en mi corazón             | Tatsuo Itō                         |                 |
| 1958 | Unas vacaciones en Tokio                     |                                    |                 |
| 1959 | Los Tres Tesoros                             | Príncipe Wakatarashi               |                 |
| 1959 | La vida de un espadachín experto             |                                    |                 |
| 1960 | Hawai Midway Daikai Kūsan: Taiheiyō Noarashi | Oficial de comunicaciones          |                 |
| 1961 | La última guerra                             | Takano                             |                 |
| 1961 | Kohayagawa-ke no aki                         | Tadashi Teramoto                   |                 |
| 1962 | Cuaderno de un vagabundo                     | Kō Fukuchi                         |                 |
| 1964 | Mothra vs. Godzilla                          | Reportero de noticias Ichirō Sakai |                 |
| 1965 | Kaijū Daisensō                               | Astronauta K. Fuji                 |                 |
| 1966 | Gojira, Ebira, Mosura Nankai no Daikettō     | Yoshimura                          |                 |
| 1967 | King Kong Escapes                            | Comandante Jirō Nomura             |                 |
| 1968 | Kūsō Tengoku                                 | Kō Maeno                           |                 |
| 1969 | Latitud cero                                 | Doctor Ken Tashirō                 |                 |
| 1990 | Cuentos de una geisha dorada                 | Inukai                             |                 |
| 1992 | Minbo no Onna                                |                                    |                 |
| 1992 | Godzilla vs. Mothra                          | Jōji Minamino                      |                 |
| 1997 | Marutai no Onna                              | Comisario de policía               |                 |
| 2004 | Godzilla: Final Wars                         | Natarō Daigo                       |                 |
| 2005 | Fantastipo                                   | Kintarō Koinobori                  |                 |
| 2007 | ¡Gloria al cineasta!                         |                                    |                 |
| 2014 | Godzilla                                     |                                    | Escena removida |
| 2018 | Ashita ni Kakeru Hashi                       |                                    |                 |

### Televisión
- Shiratori Reiko de Gozaimasu! (1993) (Shōtarō Hakuchō)
- Tokugawa Yoshinobu (1998) (Takatsukasa Masamichi)
- Watashi no Aozora (2000) (Jōji Murai)
- Shōtoku Taishi (2001) (Mononobe no Moriya)
- Rokkā no Hanako-san (2002) (Kaichō Tatsumi)
- Saka no Ue no Kumo (2009) (Fujino Susumu)
- Clavel (2011) (Seizaburō Matsuzaka)
- Keisei Saimin no Otoko Part 3 (2015) (Ikeda Shigeaki)

## Doblando roles

### Acción en vivo
- La emboscada (Matt Helm)
- Doctor Dolittle (Doctor Dolittle)
- Matt Helm, agente muy especial (Matt Helm)

### Animación
- Aladdín (Jafar)[3]
  - El retorno de Jafar[4]
- House of Mouse (Ratigan y Jafar)
- The Great Mouse Detective (Ratigan)[5]
- Star Wars Rebels (Bendu)[6]